# Gaodianzi (sockenhuvudort i Kina, Liaoning Sheng, lat 40,38, long 120,14)
Gaodianzi (kinesiska: 高甸子, 高甸子满族乡) är en sockenhuvudort i Kina. Den ligger i provinsen Liaoning, i den nordöstra delen av landet, omkring 320 kilometer sydväst om provinshuvudstaden Shenyang. Antalet invånare är 17 905. Befolkningen består av 8 533 kvinnor och 9 372 män. Barn under 15 år utgör 15,0 %, vuxna 15-64 år 74 %, och äldre över 65 år 9,0 %.
Runt Gaodianzi är det tätbefolkat, med 266 invånare per kvadratkilometer. Närmaste större samhälle är Suizhong, 17,7 km öster om Gaodianzi. Trakten runt Gaodianzi består till största delen av jordbruksmark.
Genomsnittlig årsnederbörd är 736 millimeter. Den regnigaste månaden är juli, med i genomsnitt 195 mm nederbörd, och den torraste är januari, med 4 mm nederbörd.